# 스즈키 안
스즈키 안(鈴木杏/すずき あん/Anne Suzuki, 1987년 4월 27일 ~ )은 도쿄도출신의 배우이다.
외할아버지가 미국인이다. 호리코시 고등학교를 2006년에 졸업했고, 와코 대학교 현대인간학부에 합격해 그해 4월에 입학했다.
안(杏)이란 글자의 스펠링은 "Anne"으로 표기한다.

## 출연 작품

### 드라마
- 1996년 NTV 《소년탐정 김전일 2》
- 1998년 TBS 《아키마헨데》
- 2000년 후지TV 《신의 장난》
- 2001년 NTV 《소년탐정 김전일 3》
- 2003년 TBS 《Stand Up!!》
- 2005년 후지TV 《힘내서 갑시다》
- 2008년 후지TV 《Room Of King》
- 2009년 NHK 《파견의 오스칼》
- 2012년 TV아사히 《성스러운 괴물들》

### 영화
- 2000년 《삼나무에서 내리는 눈》
- 2000년 《쥬브나일》
- 2002년 《리터너》
- 2003년 《푸른 불꽃》
- 2003년 《문 차일드》
- 2003년 《나인 소울즈》
- 2004년 《하나와 앨리스》
- 2005년 《공중정원》
- 2005년 《스팀보이》 - 목소리 더빙
- 2005년 《이니셜D》
- 2007년 《츠바키 산주로》
- 2007년 《감독 만세》
- 2007년 《길상천녀》
- 2011년 《마호로 역 다다 심부름집》
- 2012년 《경멸: 에고이스트》
- 2012년 《헬스 스켈터》

### 무대
- 2003년 연극 《햄릿》
- 2004년 연극 《로미오와 줄리엣》